# 綾瀬羽美
綾瀬 羽美（あやせ うみ、9月28日 - ）は、日本の漫画家。東京都出身。血液型O型。デビュー作は『MY HEART FOR』。

## 作品リスト
全て集英社、マーガレットコミックスから刊行されている。
- ディアマイガーディ（2013年3月25日発売[2]、ISBN 978-4-08-845020-9）
  - ディアマイガーディ（『ザ マーガレット』2012年10月号）
  - ひだまりの海（『別冊マーガレット』2012年12月号別冊ふろく『別マTWO』Vol.6 - 2013年1月号別冊ふろく『別マTWO』Vol.7）
  - ティアレイン（『別冊マーガレット』2012年7月号別冊ふろく『別マTWO』Vol.2）
  - Honey Magic（『デラックスマーガレット』2009年3月号）
- ハル（2013年、アニメーションのコミカライズ、全1巻）
- ビビッドチェリー[注 1]（2014年2月25日発売[3]、『別冊マーガレット』2013年9月号[4] - 12月号、ISBN 978-4-08-845172-5、全1巻）
  - ユメミナイト[5]（『ザ マーガレット』2014年2月号）
- セイシュンノート[注 2]（2014年 - 2015年、全2巻）
  1. 2015年4月24日発売[6]、『別冊マーガレット』2014年12月号[7] - 2015年3月号、ISBN 978-4-08-845382-8
  2. 2015年9月25日発売[8]、『別冊マーガレット』2015年4月号 - 7月号[9]、ISBN 978-4-08-845450-4
- 理想的ボーイフレンド[注 3]（2016年 - 2018年、全7巻）
  1. 2016年11月25日発売[10][11]、『別冊マーガレットsister』2016年5月号 春フェスVOL.1[12][13][14] - 7月号 春フェスVOL.3[15][16]、『別冊マーガレット』2016年8月号[17][18] 、ISBN 978-4-08-845673-7
    - 2話（描きおろし）

  2. 2016年12月22日発売[19]、『別冊マーガレット』2016年9月号 - 12月号、ISBN 978-4-08-845686-7
    - 7話（描きおろし）

  3. 2017年4月25日発売[20]、『別冊マーガレット』2017年1月号 - 4月号、ISBN 978-4-08-845749-9
    - 〜谷の12月24日〜（描きおろし）
    - 〜谷の12月25日〜（描きおろし）
    - 由来（描きおろし）

  4. 2017年8月25日発売[21][22]、『別冊マーガレット』2017年5月号 - 8月号、ISBN 978-4-08-845806-9
    - 理想的ボーイフレンド 番外編[23]（『別冊マーガレット』2017年8月号別冊ふろく『BETSUMA SPIN-OFF』）
    - 14話（描きおろし）

  5. 2017年12月25日発売[24]、『別冊マーガレット』2017年9月号 - 12月号、ISBN 978-4-08-845869-4
    - おまけまんが（描きおろし）

  6. 2018年4月25日発売[25]、『別冊マーガレット』2018年1月号 - 4月号、ISBN 978-4-08-844026-2
    - プレゼント選び（描きおろし）

  7. 2018年8月24日発売[26]、『別冊マーガレット』2018年5月号 - 8月号[27]、ISBN 978-4-08-844086-6
    - おうちデート（描きおろし）
    - おうちデート2（描きおろし）
- 春と恋と君のこと[注 4]（2019年 - 2020年、全5巻）
  1. 2019年7月25日発売[28][29]、『別冊マーガレット』2019年4月号[30] - 7月号、ISBN 978-4-08-844224-2
  2. 2019年11月25日発売[31]、『別冊マーガレット』2019年8月号 - 11月号、ISBN 978-4-08-844267-9
    - （タイトルなし）（描きおろし）

  3. 2020年3月25日発売[32]、『別冊マーガレット』2019年12月号 - 2020年3月号、ISBN 978-4-08-844317-1
    - ホスト 12話 幕間（描きおろし）

  4. 2020年7月22日発売[33]、『別冊マーガレット』2020年4月号 - 7月号、ISBN 978-4-08-844363-8
    - メガネ（描きおろし）

  5. 2020年11月25日発売[34]、『別冊マーガレット』2020年8月号 - 11月号[35]、ISBN 978-4-08-844387-4
    - その後の話[36]（描きおろし）

### イラスト
- （タイトルなし）[37]（『別冊マーガレット』2017年6月号別冊ふろく『LOVE Animal!』）
- 君のとなりで片想い（2018年7月7日発売[38]、作：高瀬花央、絵：綾瀬羽美、ポプラ社、ISBN 978-4-591-15868-5）
- 君のとなりで片想い 好きなのに、すれちがう気持ち（2019年7月6日発売[39]、作：高瀬花央、絵：綾瀬羽美、ポプラ社、ISBN 978-4-591-16320-7）

### ドラマCD
- 理想的ボーイフレンド[40]（『別冊マーガレット』2017年6月号ふろく）

### その他
- オレンジLX（ルクス）[41]（原作：浜心汐里、作画：綾瀬羽美、『別冊マーガレットsister』2011年4月増刊号）

### 単行本未収録作品
- MY HEART FOR（『別冊マーガレット』2007年8月号、デビュー作）
- GIRL（『ザ マーガレット』2007年10月号）
- フレンド・ボーイ・フレンド（『ザ マーガレット』2008年1月号）
- Like a bard（『ザ マーガレット』2008年5月号）
- CHANGE（『ザ マーガレット』2009年6月号）
- スノーブラック（『ザ マーガレット』2012年4月号）
- 花の咲く日は[42]（『別冊マーガレットsister』2014年4月増刊春号）
- 君と2度目の初恋を[43]（『別冊マーガレットsister』2015年10月増刊号 秋フェス01）
- 俺物語!!スペシャルトリビュート!![44][45]（『別冊マーガレット』2016年7月号）
- こだわりモノ[注 5][46]（『Cocohana』2020年5月号）
- できれば古い映画のように[47]（『別冊マーガレット』2021年2月号別冊ふろく『別マBABY』vol.2）
- いちばんなかよし[48]（『別冊マーガレット』2021年9月号）